# G.91 (航空機)
フィアット G.91
フィアット（アエリタリア） G.91R/3
- 用途：攻撃機、爆撃機、偵察機
- 設計者：ジュゼッペ・ガブリエッリ
- 製造者：フィアット社
- 運用者

  -  イタリア（イタリア空軍）
  -  ドイツ（旧西ドイツ空軍）
  -  ポルトガル（ポルトガル空軍）
- 運用状況：退役
- 派生型：フィアット G.91Y

フィアットG.91はイタリアのフィアット社（後に航空部門を切り離しアエリタリア社になった）が1960年代に開発した戦闘爆撃機。非公式にジーナ(Gina)の愛称で親しまれた。バリエーションとしては、複座練習機型のG.91T、偵察能力を持つ本格量産型のG.91R、拡大改良型といえるG.91Yがある。

## 概要
前線の未整備飛行場から運用でき、そこから280kmの地点を攻撃可能というNATOの軽量打撃戦闘機計画NBMR-1に応じて開発された。1956年8月に初飛行して良好な性能を示し、特に短距離離着陸性能に優れ芝生の簡易滑走路からでも外部装備搭載状態で運用可能だった。しかしNATO加盟国それぞれの思惑もあって本機を採用したのはイタリア空軍、旧西ドイツ空軍、ポルトガル空軍の3カ国に止まった（このほかに、G.91Rの少数機がポルトガルの植民地であったアンゴラ空軍に引き渡されたとする資料もあるが未詳）。西ドイツではメッサーシュミット、ドルニエ、ハインケルの3社でライセンス生産が行われ、第二次世界大戦後西ドイツで最初に生産されたジェット軍用機となった。
また、1960年代にアメリカ陸軍において近接航空支援・軽攻撃任務用の戦闘攻撃機装備計画が立案され、A-4、N-156F(のちのF-5)等と共に本機がその候補として浮上したものの、計画そのものが白紙化となり米陸軍に装備される事は無かった。このほかに、アメリカ空軍、ギリシャ空軍でも採用候補となり、数機が試験採用されたが本採用とならなかった。
複座型のG.91Tは胴体を若干延長して後席を増設しており、高等練習機としても使用された。後にエンジンをゼネラル・エレクトリック J85双発とし、機体を拡張するなど大幅に改良したG.91Yが登場したが、採用国はイタリアのみに留まった。
採用された国では長期間運用され、最後の機体が退役したのは1995年であった。ポルトガル空軍は、ポルトガルの植民地戦争において、アンゴラ、モザンビーク等での独立解放を目指すゲリラへの対地攻撃や偵察に、本機を投入している。ギニアビサウのMiG-17と交戦したこともあったが、決着はつかなかった。

## 派生型

### 単座型

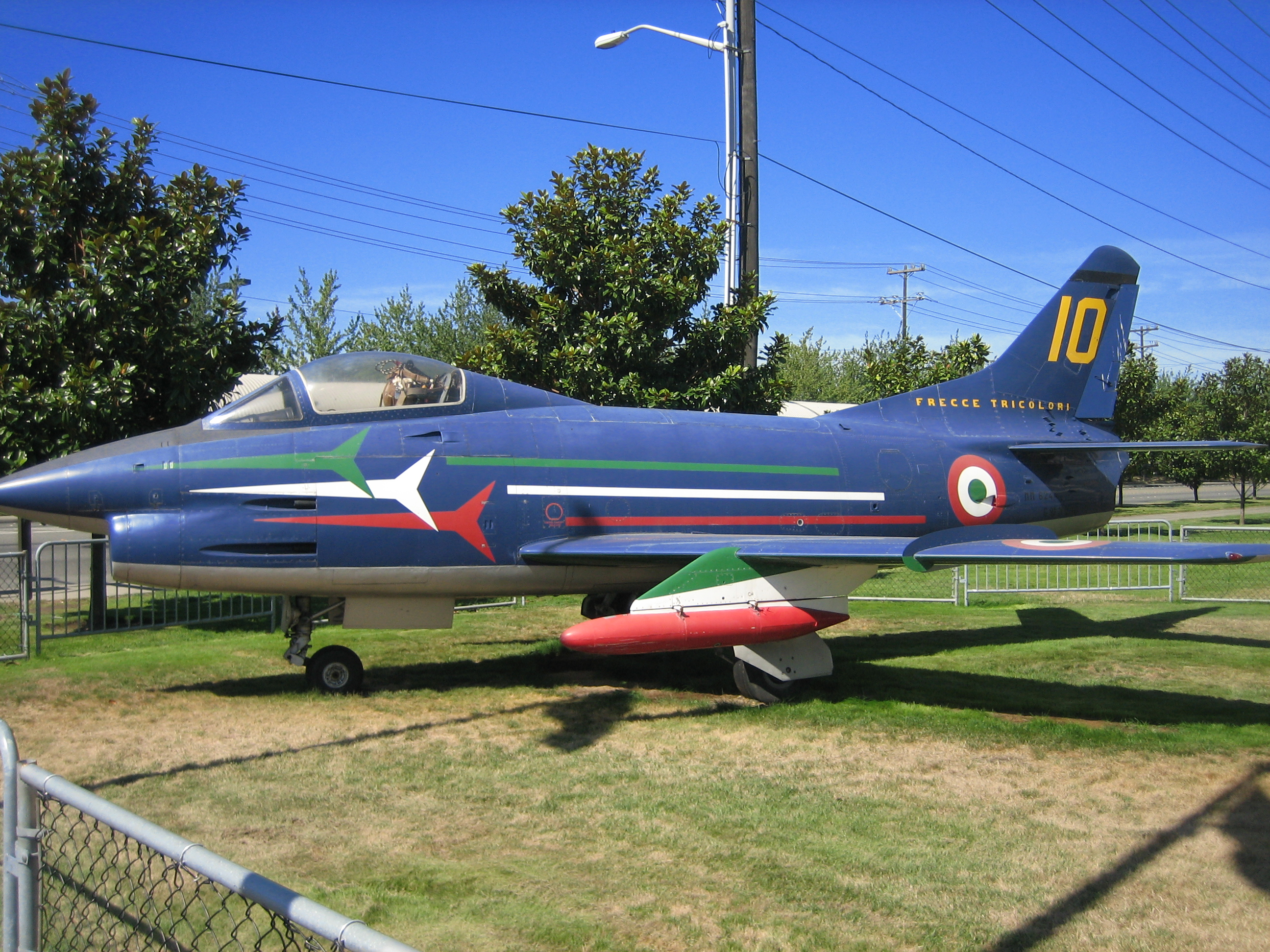
G.91 PAN

G.91
試作機および前量産型。
G.91PAN
イタリア空軍の曲技飛行隊「フレッチェ・トリコローリ」向けの機体。前量産型のG.91を改修して製作。
G.91R/1
イタリア空軍仕様単座式偵察・攻撃機型。機首に3基の偵察用カメラを搭載。固定装備はブローニングM3 12.7mm重機関銃×4挺。
G.91R/1A
G.91Rの航法装置を改良した型。
G.91R/1B
G.91R/1の機体構造を強化した型。設計当初はG.91R/6と呼称されていた。
G.91R/2
フランス空軍仕様単座式偵察・攻撃機型。生産されず。
G.91R/3
西ドイツ空軍仕様単座式偵察・攻撃機型。固定装備をDEFA 30mm機関砲×2門に変更している。後に一部の機体がポルトガル空軍に売却される。
G.91R/4
単座式偵察・攻撃機型。機体は西ドイツ空軍仕様のG.91R/3と同じであるが、固定装備はイタリア空軍仕様のG.91R/1と同じブローニングM3 12.7mm重機関銃×4挺。
元々はギリシャ空軍およびトルコ空軍向けに生産されていた型であるが、ギリシャとトルコが共に導入をキャンセルしたため既に製造されていた50機は西ドイツ空軍が導入。後に40機がポルトガル空軍に売却される。
G.91R/5
ノルウェー空軍仕様単座型。生産されず。

### 複座練習型

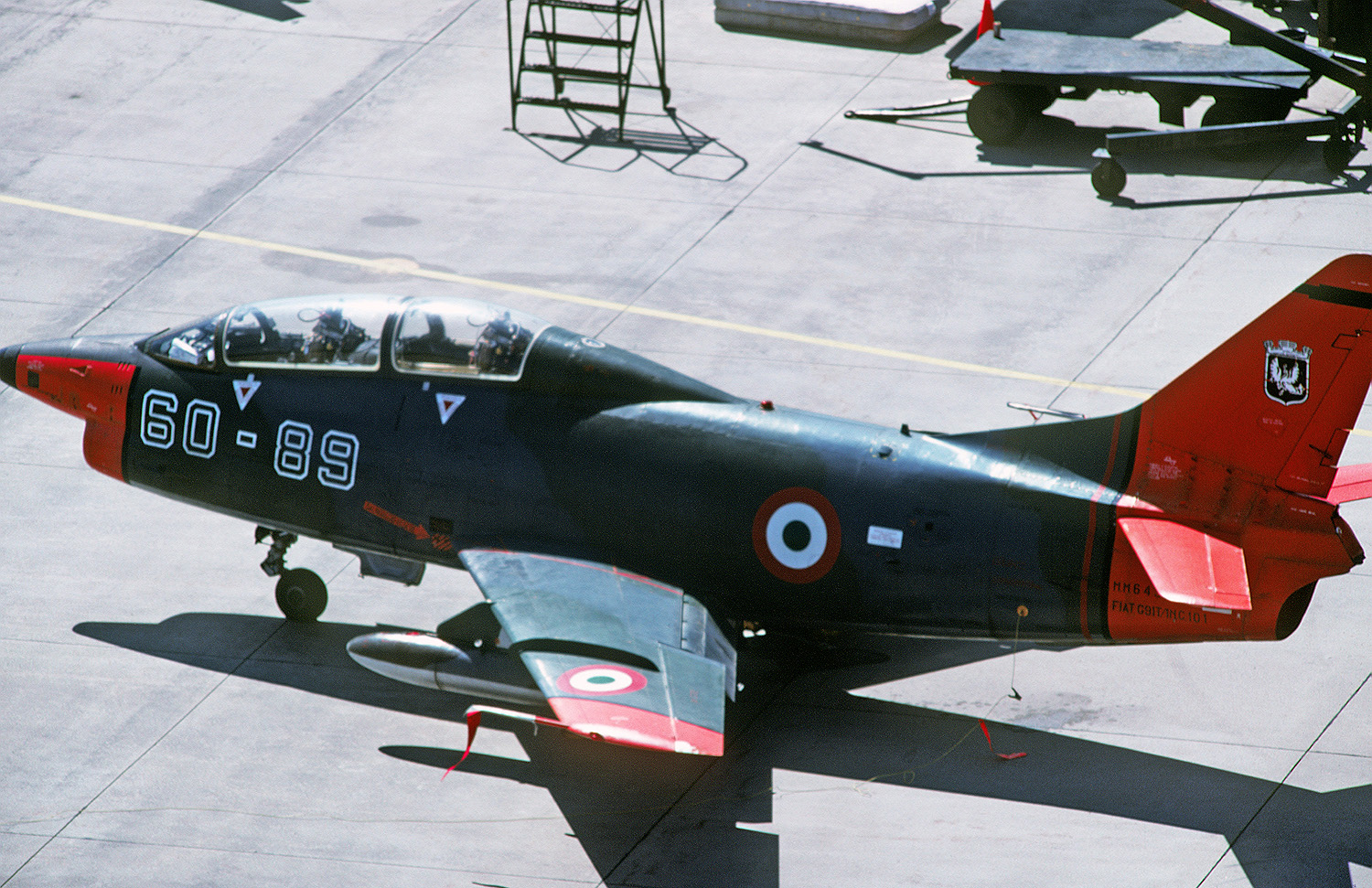
G.91T

G.91T/1
イタリア空軍仕様複座練習型。固定武装は12.7mm重機関銃×2挺。
G.91T/2
フランス空軍仕様複座練習型。生産されず。
G.91T/3
西ドイツ空軍仕様複座練習型。固定武装はDEFA 30mm機関砲×2門。後に一部の機体がポルトガル空軍に売却される。
G.91T/4
イタリア空軍仕様複座練習型。ロッキードF-104と同型のNASARR火器管制レーダーを搭載。生産されず。

### 機体再設計・エンジン換装型
G.91Y
大幅な再設計を行った改良型。エンジンをアメリカ製GE J85の双発に変更し、機体が一回り大型化した上、兵装搭載量や航続距離が強化されている。固定武装は西ドイツ空軍仕様のG.91R/3と同様、2門のDEFA 30mm機関砲を装備している。
1966年に初飛行を行い同年に量産が開始されるが、既に同じGE J85ターボジェットの双発でありながらより高性能なノースロップF-5A/Bが広く普及していたこともあってか輸出は全く振るわず、イタリア空軍向けに60機が製造されたにとどまる。
G.91YT
G.91Yの複座練習型。生産されず。
G.91YS
G.91Yのスイス空軍仕様。提案のみで生産されず。

## 運用国
- ドイツ（西ドイツ空軍）

G.91R/3とG.91R/4、G.91T/3を導入。
1983年までに、ダッソー/ドルニエ アルファジェットAに機種転換して退役。
- イタリア（イタリア空軍）

フレッチェ・トリコローリ用のG.91 PANとG.91R/1、G.91T/1、G.91Yを導入。
1995年までにAMX / AMX-Tに更新され退役。フレッチェ・トリコローリ用のG.91 PANも、1982年にアエルマッキMB-339 PANに更新される。
- ポルトガル（ポルトガル空軍）

西ドイツ空軍から引き渡された中古のG.91R/4を受領したほか、後にはさらに西ドイツから中古のG.91R/3とG.91T/3を追加導入。アフリカのポルトガル植民地（アンゴラ、モザンビーク、ギニアビサウ）の独立戦争に際して、独立を求める反政府ゲリラの掃討作戦に投入。
1993年までに、再統一後のドイツ空軍から引き渡されたダッソー/ドルニエ アルファジェットAに更新され退役。

## スペック（G.91R/3）
出典: Geschichte der Luftwaffe (2017年). “Fiat G,91R3, G.91R4 und G.91T3” (ドイツ語). 2019年4月19日閲覧。
諸元
- 乗員: 1名（複座型のG.91T3は2名）
- 全長: 10.29 m（G.91T/3は11.67 m）
- 全高: 3.96 m（G.91T/3は4.45 m）
- 翼幅: 8.53 m
- 空虚重量: 3,100 kg（G.91T/3は3,865 kg）
- 最大離陸重量: 5,250 kg
- 動力: ブリストル・シドレー オーフュースMk.803 D11 軸流式ターボジェット、22.2 kN × 1

性能
- 最大速度: 1,075 km/h
- 巡航速度: 670 km/h
- 航続距離: 1,800 km
- 実用上昇限度: 13,100m

武装
- 固定武装: DEFA 552 30mm機関砲×2門
- 爆弾: 最大1,000kgまでの無誘導爆弾、ロケット弾
- アビオニクス: 機首に3基の70mmカメラを搭載

## 登場作品

### 漫画
『エリア88』
タンドリア空軍機として登場。

### ゲーム
『フィクショナル・トルーパーズ』
メカール共和国軍のランク0として選択可能。軽攻撃機型。
『WarThunder』
ドイツツリーにR/3及びR/4、イタリアツリーにPre-Serie及びR/1、R/4そして双発のYS型がそれぞれ実装されている。

### テレビドラマ
『マイティジャック』
秘密組織Qが所有する高速戦闘機「ブラックアロー」として登場。